# Jair González
Jair Alejandro González Romo (Durango, Durango, 4 de marzo de 2002) es un futbolista mexicano que juega como mediocampista en el Club Puebla de la Primera División de México.

## Trayectoria
Llegó a las fuerzas básicas del Club Santos Laguna en 2015. Disputó su primer final con la categoría sub-15 en su segundo torneo, cayendo en la final ante el Club Deportivo Guadalajara. En 2021, consiguió su primer título de fuerzas básicas con la categoría sub-20, al ganar la final contra Club de Fútbol Cruz Azul.
Debutó en primera división el 21 de agosto de 2020 ante Club Necaxa.
El 16 de junio de 2024 se hace oficial su llegada al Club Puebla a préstamo por un año con opción de compra.

## Estadísticas
Actualizado al último partido jugado el 19 de octubre de 2024.
| C. Santos Laguna · México        | 1.ª           | 2020-21       | 4  | 0 | ― | ― | ― | ― | 4  | 0 |
| C. Santos Laguna · México        | 1.ª           | 2021-22       | 0  | 0 | ― | ― | ― | ― | 0  | 0 |
| C. Santos Laguna · México        | 1.ª           | 2022-23       | 31 | 0 | ― | ― | ― | ― | 31 | 0 |
| C. Santos Laguna · México        | 1.ª           | 2023-24       | 18 | 0 | ― | ― | 2 | 0 | 20 | 0 |
| C. Santos Laguna · México        | Total club    | Total club    | 53 | 0 | 0 | 0 | 2 | 0 | 55 | 0 |
| C. Puebla · México               | 1.ª           | 2024-25       | 9  | 0 | ― | ― | 2 | 0 | 11 | 0 |
| C. Puebla · México               | Total club    | Total club    | 9  | 0 | 0 | 0 | 2 | 0 | 11 | 0 |
| Total carrera                    | Total carrera | Total carrera | 62 | 0 | 0 | 0 | 4 | 0 | 66 | 0 |
| (1)Incluye datos de Copa México. |               |               |    |   |   |   |   |   |    |   |

## Palmarés

### Campeonatos nacionales
| Título                            | Equipo             | País   | Año    |
| --------------------------------- | ------------------ | ------ | ------ |
| Primera División de México Sub-20 | Club Santos Laguna | México | A-2021 |